# Gare de Bovernier
La gare de Bovernier est une gare ferroviaire située sur le territoire de la commune suisse de Bovernier, dans le canton du Valais.

## Situation ferroviaire
Établie à 613,8 mètres d'altitude, la gare de Bovernier est située au point kilométrique 7,82 du tronc commun des lignes de Martigny au Châble et à Orsières entre les gares de Martigny-Croix (en direction de Martigny) et de Sembrancher (vers Le Châble et Orsières).
Elle dispose de deux voies se prolongeant sur 900 mètres en direction de Sembrancher afin de former un point de croisement dynamique. Ces deux voies sont encadrées par deux quais latéraux.

## Histoire

### Genèse de l'actuelle gare

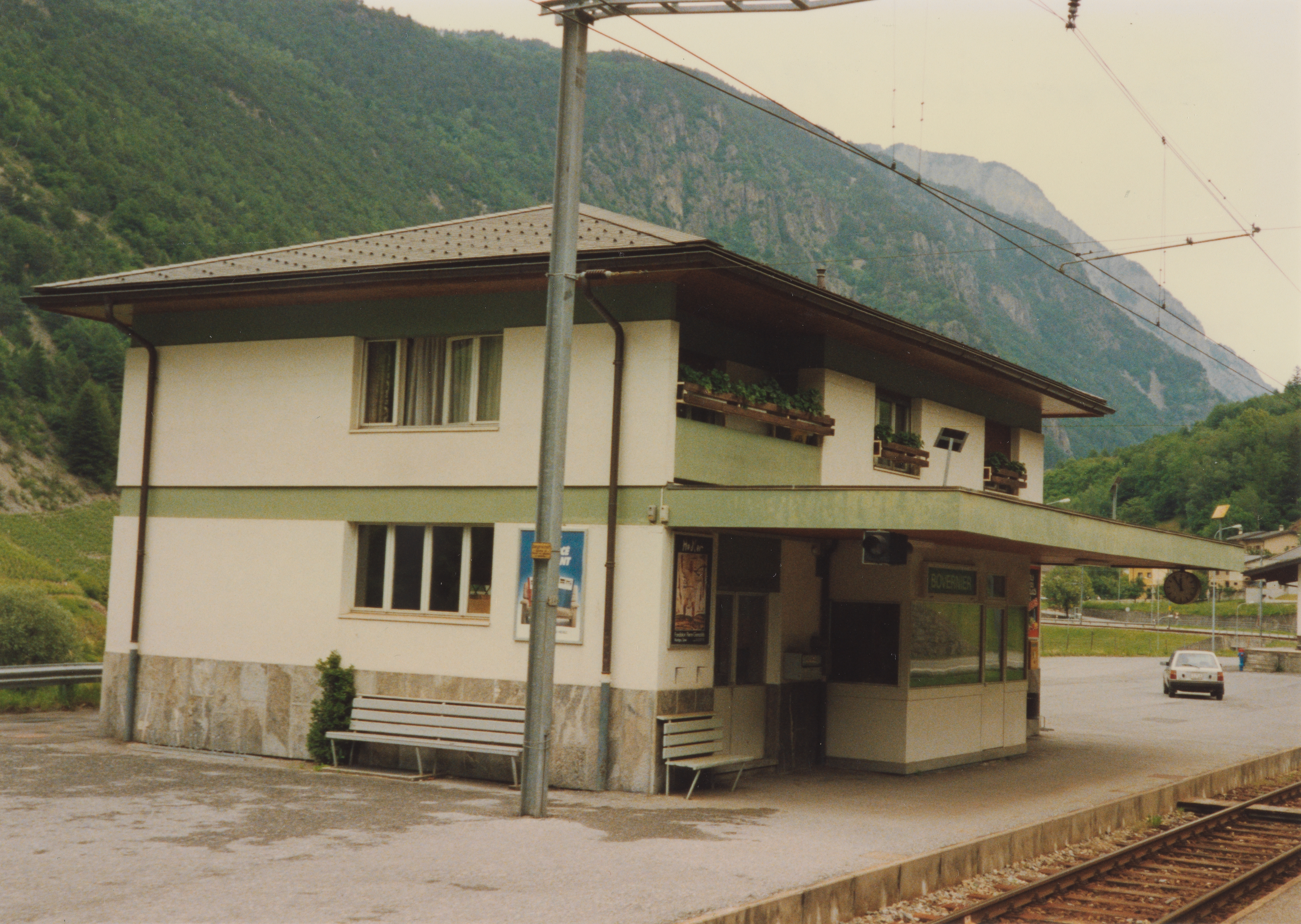
Le bâtiment voyageurs en 1991.

La première gare de Bovernier a été mise en service en septembre 1910 en même temps que la ligne de Martigny à Orsières. Cette ligne devait initialement, selon les termes de la concession, relier la Suisse à l'Italie par le Val Ferret.
Afin de construire la nouvelle route contournant le village de Bovernier, la gare a été détruite et la ligne déviée. Lors de cette opération, un tunnel en aval de Bovernier ainsi que la halte des Valettes ont été supprimés au profit de la création d'une nouvelle gare de Bovernier.

### Modernisation
Dans le cadre de la modernisation de l'ensemble des gares des lignes de Martigny au Châble et à Orsières, 110 millions de francs suisses ont été investis. La gare de Bovernier a été transformée, pour 10 millions de francs suisses, avec la reconstruction des quais, la mise en place d'un passage souterrain afin de rendre la gare accessible aux personnes à mobilité réduite ainsi que le remplacement des rails et des caténaires. En complément, la double voie a été prolongée sur 900 mètres en amont de la gare de Bovernier afin de créer un point de croisement dynamique des trains, c'est-à-dire sans forcément arrêter les trains en gare. Ces travaux ont ainsi permis l'instauration d'une desserte à la demi-heure sur ces deux lignes. La gare rénovée a été inaugurée le 3 novembre 2021.

## Service des voyageurs

### Accueil
Gare des TMR, elle est dotée d'un bâtiment voyageurs ainsi que d'un distributeur automatique de titres de transports.
La gare est entièrement accessible aux personnes à mobilité réduite.

### Desserte

#### Trains régionaux
La gare de Bovernier est desservie par à hauteur d'un train Regio omnibus par heure et par sens reliant Martigny au Châble, lui-même en correspondance avec un train par heure et par sens vers Orsières.

#### Grandes lignes
Bovernier est desservie les weeks-ends et certains jours fériés d'hiver par un train direct en provenance de Fribourg baptisé « VosAlpes Express ».

### Intermodalité
La gare de Bovernier n'est en correspondance avec aucune autre ligne de transports publics.